# Nene
Nene – rzeka we wschodniej Anglii, dziesiąta pod względem długości w Wielkiej Brytanii. Przepływa przez hrabstwa Northamptonshire, Cambridgeshire, Lincolnshire i Norfolk. Jej długość wynosi 146 km (91 mil).

## Źródła rzeki
Rzeka posiada trzy niezależne źródła:
- Arbury Hill (najwyższe wzniesienie w hrabstwie Northamptonshire – 225 m n.p.m., położone niedaleko Badby, w dystrykcie West Northamptonshire)
- Naseby (dystrykt West Northamptonshire, Northamptonshire)
- Yelvertoft (dystrykt West Northamptonshire, Northamptonshire)

## Miasta położone nad Nene
- Northampton
- Wellingborough
- Irthlingborough
- Thrapston
- Peterborough
- Wisbech

## Ujście
- Estuarium The Wash (na granicy Norfolk i Lincolnshire)